# 김희로
김희로(金希魯, 1673년 ~ 1753년)는 조선의 문신으로 정치가이다. 본관은 청풍(淸風).

## 생애
1702년(숙종 28) 진사시에 합격하였고, 1704년 빙고별검(氷庫別檢) 등을 지냈다. 왕세제(王世弟)의 대리청정을 주장하다가 1721년(경종 1) 신임사화로 동생 김재로(在魯)와 함께 파직당하여 위원(渭原)에 유배당하였다.
1724년 영조가 즉위하고 노론이 세력을 얻자 공조참판으로 기용되었으며, 호조참판과 동지중추부사 등을 역임하였다.

## 가족
- 할아버지 : 김징(金澄)
  - 아버지 : 김구(金構)